# Ilulissat

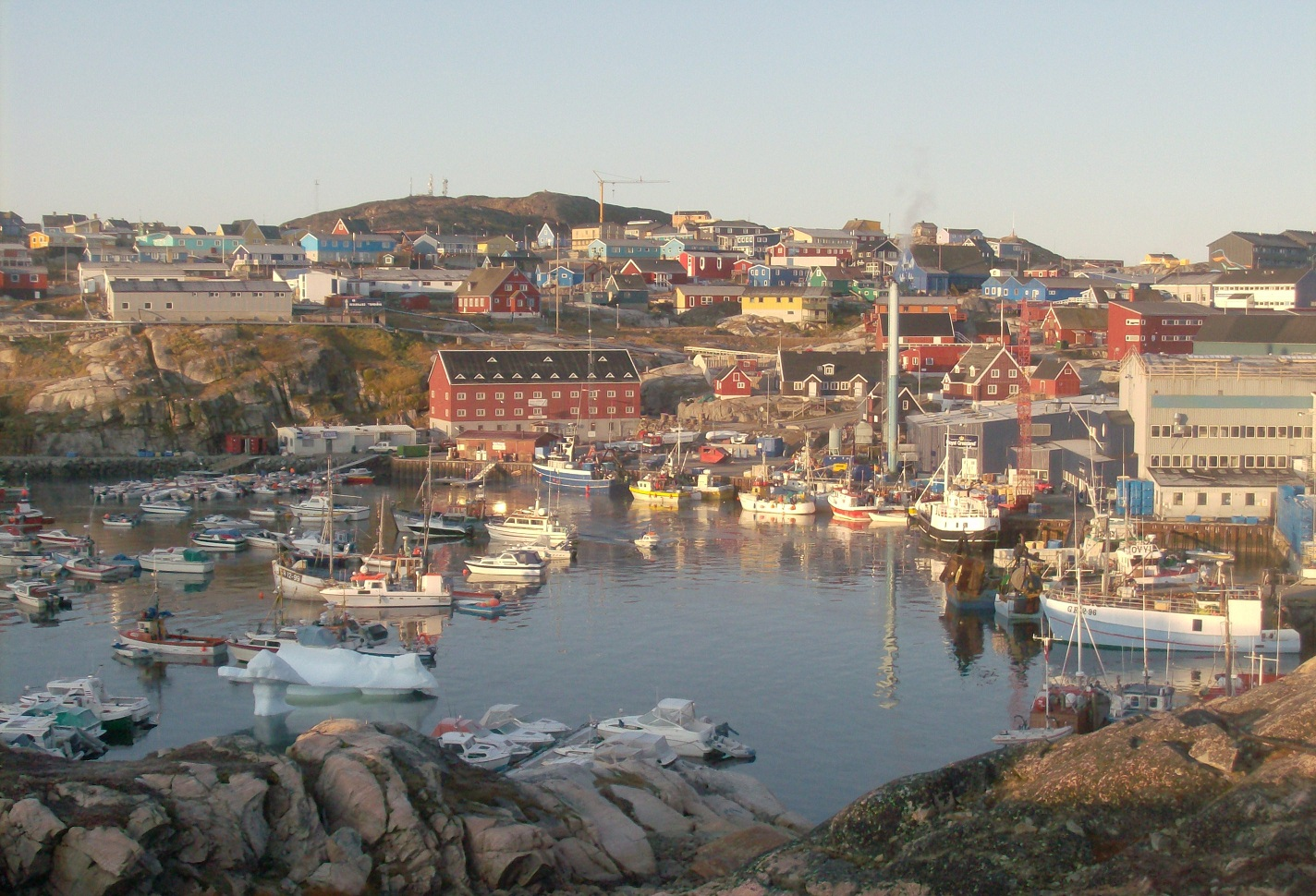
Ilulissat

Ilulissat (översatt från grönländska "isbergen"; danska Jakobshavn efter grundaren Jacob Severin) är huvudorten i Avannaata kommun (tidigare Qaasuitsups kommun) på Grönland. Den var fram till kommunreformen 2009 huvudort i Ilulissats kommun. 
Orten ligger ungefär 350 kilometer norr om polcirkeln, och med sina 4710 invånare (2021) är det Grönlands tredje största tätort (efter Nuuk och Sisimiut). Stadens huvudnäring är turism, mycket på grund av den närbelägna Ilulissatfjorden, som är ett av Unescos världsarv. Ilulissats flygplats ligger 2,8 kilometer nordöst om ortens centrum. Från flygplatsen går flyg till andra orter i västra Grönland, och till Reykjavik på Island.

## Kultur
I Ilulissat, som är en populär turistdestination, finns Ilulissat Kunstmuseum.